# Energy Observer
„Energy Observer“ е високотехнологичен експериментален плавателен съд, катамаран, спуснат на вода в Сен Мало (Франция) през април 2017 г. като ветроходен кораб.
Разработен е от френски инженери на базата на спортен ветроходен катамаран през 1983 г. за проучване на възможностите за комбиниране на различни видове възобновяема енергия, оптимизиране на технологиите за тяхното използване и провеждане на експедиция, която ще служи като дългосрочно решение за енергийния преход.
Корабът е оборудван с вятърна турбина, базирана на вятърните турбини „Quietrevolution“, слънчеви панели и генератор на водород.
Благодарение на приложените технологии, това е първият кораб в света, способен да произвежда декарбонизиран водород чрез преобразуване на енергия. Често е наричан „Solar Impulse of the Seas“ („морският Solar Impulse“), тъй като технологията намеква за проекта на Бертран Пикар и Андре Боршберг „Solar Impulse“, или дори „Modern day Calypso“ („съвременният Calypso“ – плаващата изследователска лаборатория на Жак Ив Кусто) поради изразената готовност да се използва корабът като производствена платформа за екологични изследвания и преобразуване на енергия.

## Технически характеристики
- Дължина: 30,5 m
- Ширина: 12,80 m
- Водоизместимост: 28 тона
- Проектна скорост: 8 – 10 възела